# Ko och Kyckling
Cow and Chicken (Ko och Kyckling) är en animerad TV-serie producerad av Hanna-Barbera Cartoons för kabel-TV-kanalen Cartoon Network. I Sverige har serien visats dels på den svenska varianten av originalkanalen, dels på TV3. Den visas även på många komedikanaler som TV4 Komedi.

## Svenska röster
- Cow - Gizela Rasch
- Chicken - Mikael Roupé
- Mamma - Lena Ericsson
- Pappa - Fredrik Dolk/Dan Bratt
- Herr Rumpen - Thomas Engelbrektson
- Flem - Olli Markenros
- Earl - Thomas Engelbrektson

## Pilot
No Smoking
- Gjordes:1995
- Gjordes av:What a Cartoon!
- Skapad av:David Feiss